# Бруклинская публичная библиотека
Бруклинская публичная библиотека (англ. Brooklyn Public Library, сокр. BPL) — сеть библиотек, обслуживающих население района Бруклин города Нью-Йорка.
Занимает пятое место по величине среди библиотечных сетей Соединённых Штатов. Как и две другие библиотечные сети Нью-Йорка является независимой некоммерческой организацией, финансируемой властями Нью-Йорка, правительствами штатов, федеральным правительством и частными спонсорами. В 2009 финансовом году Бруклинская библиотека была самой посещаемой библиотекой в США среди публичных библиотек.

## История
Библиотечная сеть Бруклина была утверждена законом штата Нью-Йорк 1 мая, 1892 года. Общественный совет Бруклина издал резолюцию об учреждении Бруклинской публичной библиотеки 30 ноября, 1896 года. Первым директором библиотеки стала Мэри Крэги. В период между 1901 и 1923 годами Эндрю Карнеги, миллионер и филантроп, пожертвовал 1,6 миллиона долларов на развитие 21 филиала.
В 2020 году Бруклинское историческое общество заключило соглашение о слиянии с Бруклинской публичной библиотекой, и с октября 2020 года библиотека является частью вновь названного Центра истории Бруклина.

## Руководство
Библиотечная сеть управляется советом поверенных из 28 членов, которые не получают плату за работу. 11 членов совета назначаются Мэром и столько же главой административного района Бруклин. 12 остальных членов совета избираются.

### Директора
| Имя                  | На английском языке    | Годы службы |
| -------------------- | ---------------------- | ----------- |
| Мэри Крэги           | Mary E. Craigie        |             |
| Артур Боствик        | Arthur E. Bostwick     | 1899—1901   |
| Фрэнк Хилл           | Frank P. Hill          | 1901—1930   |
| Мильтон Дж. Фергюсон | Milton J. Ferguson     | 1930—1949   |
| Фрэнсис Сен-Джон     | Francis R. St. John    | 1949—1963   |
| Джон Эймс Хамфри     | John Ames Humphry      | 1964—?      |
| Джон С. Франц        | John C Frantz          |             |
| Кеннет Фарнэм Дучак  | Kenneth Farnham Duchac | 1970—1986   |
| Ларри Брандуэйн      | Larry Brandwein        | 1987—1994   |
| Мартин Гомес         | Martin Gomez           | 1995—2002   |
| Джинни Купер         | Ginnie Cooper          | 2003—2007   |
| Дайон Мак-Харвин     | Dionne Mack-Harvin     | 2007—2010   |
| Линда Джонсон        | Linda E. Johnson       | с 2010      |

## Подразделения

### Центральная библиотека
Центральная библиотека располагается на Флэтбуш авеню и Восточном бульваре на Гранд Арми Плаза. В фондах библиотеки хранятся свыше миллиона книг, журналов и мультимедийных материалов. В отделе краеведения хранятся более миллиона предметов, включая фотографии, карты, рукописи, памятные вещи бейсбольного клуба «Brooklyn Dodgers».Здание, получившее в 1997 году статус памятника культуры, может похвастаться центром современной культуры им. Стивена Двека — залом на 189 мест, в котором с 2007 года проводятся лекции, чтения, музыкальные представления и другие мероприятия для всех возрастных групп.
Центральная библиотека была заложена Гранд Арми Плаза в 1912 году. Согласно замыслу Рэймонда Олмиррала здание должно было иметь 4 этажа и купол и в целом быть походим не расположенное неподалёку здание Бруклинского музея. Однако Первая мировая война и Великая депрессия помешали этим планам сбыться.
В 1930 году другим архитекторам было поручено разработать новый дизайн. В 1938 году началось строительство нового трехэтажного здания в более простом стиле. От первоначального проекта остался только каркас. Бронзовые ворота в библиотеку спроектировали архитекторы Карл Пол Дженнуин и Томас Хадсон Джонс. На воротах изображены литературные герои. Центральная библиотека открылась 1 февраля 1941 года. В настоящее время она считается наиболее выдающимся зданием в стиле ар-деко.
В 1955 году был введён в эксплуатацию третий этаж, тем самым увеличив площади вдвое. Здание занимает более 30 тысяч квадратных метров, в нём работают около 300 сотрудников библиотеки. Здание служит в качестве административного центра Бруклинской библиотеки. Ранее, до 1941 года, администрация библиотеки размещалась в Вильямсбург Сэйвинг Банк на Флэтбуш Авеню. Здание включено в национальный реестр исторических памятников.

### Филиалы по районам Бруклина

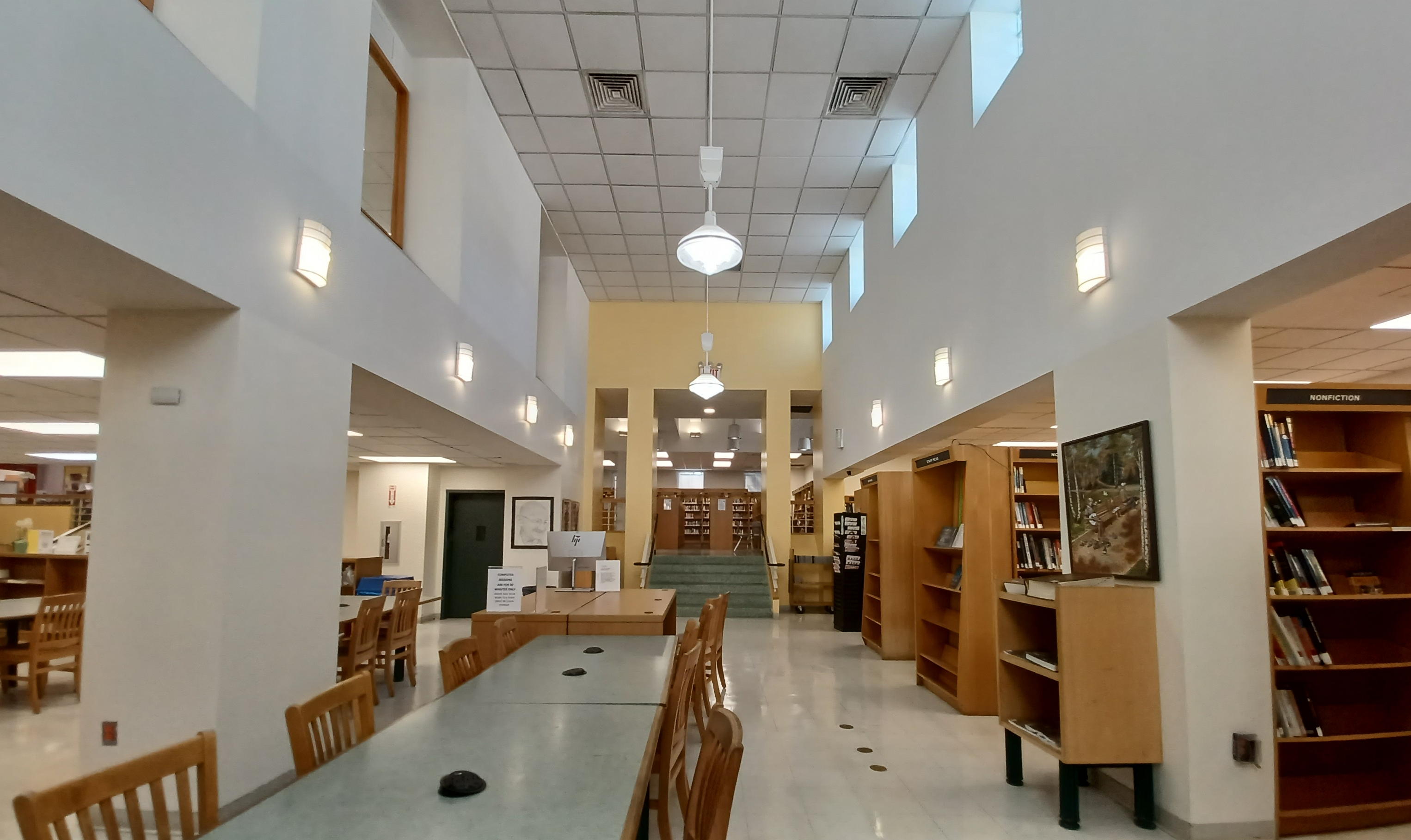
Филиал библиотеки Kings Bay

Помимо центральной библиотеки, в Бруклине работает сеть библиотек, обслуживающих население района Бруклин города Нью-Йорка. Сеть Бруклинской библиотеки занимает пятое место по величине среди библиотечных сетей Соединённых Штатов. Филиалы Бруклинской публичной библиотеки имеются во всех микрорайонах Бруклина. Библиотека содержит книги не только на английском, но и на многих языках мира, в том числе и на русском. Больше всего книг на русском языке в филиале библиотеки на Брайтон-Бич и в других микрорайонах южного Бруклина. Кроме книг в библиотеке содержатся аудиокассеты, компакт-диски, видеокассеты и видеодиски.